# Ryczyn
Ryczyn (kaszb. Rëczëno) – wieś w Polsce, położona w województwie pomorskim, w powiecie bytowskim, w gminie Borzytuchom.
Wchodzi w skład sołectwa Jutrzenka.
Do 2024 r. miejscowość była przysiółkiem wsi Jutrzenka. Według podziału administracyjnego Polski obowiązującego do 1998 roku miejscowość należała do województwa słupskiego.